# Wallace (Kalifornija)
Wallace je naseljeno područje za statističke svrhe u američkoj saveznoj državi Kalifornija. Prema popisu stanovništva iz 2010. u njemu je živjelo 403 stanovnika.